# 趙悼倡后
赵悼倡后（？—前228年），又稱倡姬、倡后，战国时期赵国王后、王太后。先为赵悼襄王之妾，后被立为王后，赵幽缪王之母。

## 生平
赵悼倡后原本是邯郸（今河北省邯郸市）的一名倡女，后嫁于赵王宗族，其夫死后寡居。赵悼襄王因其貌美自娶之，李牧以此女出身不正、扰乱宗族血脉能导致社稷倾覆为由劝说赵悼襄王不要纳其为姬妾，赵悼襄王不听。
起初，赵悼襄王与王后生有赵嘉，被立为太子。倡姬得宠于赵悼襄王，阴谋设计构陷赵嘉犯罪，使其被废除太子之位。赵悼襄王于是另立倡姬为王后，她的儿子赵迁为太子。前236年，赵悼襄王去世，赵王迁继位，为赵幽缪王。倡后行为更加放肆，她与春平君私通，又收受秦国的贿赂，陷害死名将李牧。
前228年，秦将王翦率军攻破赵国首都邯郸，俘虏赵王迁。赵国的大夫怨恨赵悼倡后误国，杀倡后并灭其全家，另在代郡立赵嘉为代王。前222年，秦将王贲趁灭燕国之势转而攻代郡，俘虏代王嘉，赵国彻底灭亡。

## 评价
《列女传》评价赵悼倡后：贪叨无足，隳废后适，执诈不悫，淫乱春平，穷意所欲，受赂亡赵，身死灭国。